# Gniewów (Polska Cerekiew)
Gniewów – część wsi Polska Cerekiew w Polsce, położona w województwie opolskim, w powiecie kędzierzyńsko-kozielskim, w gminie Polska Cerekiew.
W latach 1975–1998 Gniewów administracyjnie należała do ówczesnego województwa opolskiego.
W alfabetycznym spisie miejscowości na terenie Śląska wydanym w 1830 roku we Wrocławiu przez Johanna Knie wieś występuje pod polską nazwą Gniewow.